# 路易-菲利普二世·德·奧爾良
路易-菲利普二世（法語：Louis-Philippe II；1747年4月13日—1793年11月6日），全名奧爾良的路易-菲利普·約瑟夫（法語：Louis-Philippe Joseph d’Orléans），别名菲利普·平等（Philippe Égalité)；是法国波旁王朝奥尔良公爵与后来的法国国王路易-菲利普一世的父亲。他以在法国大革命时期支持革命而著名并在对路易十六的死刑判决中投下赞成票。但他自己仍然在雅各宾专政时期被处决。
路易-菲利普二世是路易十六的表兄。他在1752年继承沙尔特雷公爵的头衔，之后又在1785年成为奥尔良公爵。由于与表弟婦皇后玛丽·安托瓦内特不睦，路易-菲利普二世并未居住在凡尔赛宫。
在1787年，随着路易十六与贵族在财政问题上的冲突，路易-菲利普二世因在高等法院挑战国王的权威而被放逐。随着1789年三级会议的筹备，路易-菲利普二世被选为贵族阶级的代表。他对第三等级的要求表示支持并于6月25日率领一小批贵族加入国民议会。这一举动使得路易-菲利普二世获得巨大声望。之后路易-菲利普二世在1790年被选为国民议会代表。当王室出逃时，路易-菲利普二世宣布放弃自己的头衔并改名菲利普-平等。然而在1793年他仍然由于自己儿子与法军指挥官夏尔·弗朗索瓦·迪穆里埃的叛逃而于1793年11月6日被斩首。

## 早年
路易-菲利普二世出生于巴黎附近的圣克卢聖克盧城堡，是奥尔良公爵路易-菲利普一世与路易絲·亨麗埃特·德·波旁的长子，他一出生便成为蒙特龐謝公爵。1752年由于祖父路易·德·奥尔良去世，路易-菲利普二世成为沙特尔公爵。1759年11月18日，路易-菲利普二世作为血统王子在凡尔赛宫受洗，他的教父与教母分别是国王路易十五与王后玛丽·莱什琴斯卡。
路易-菲利普二世的童年主要在圣克卢度过，直到1752年他前往巴黎的罗亚尔宫。他的父亲路易-菲利普一世指派艾曼纽·德·庞斯·圣莫里斯作为他的监护人，而路易-菲利普一世自己则忙于军事生涯并沉迷于打猎中。同时路易-菲利普二世的母亲，路易絲·亨麗埃特·德·波旁则与自己的情人梅尔福特伯爵路易·德拉蒙德打得火热。之后路易-菲利普一世由于在1756年七年战争时期被路易十五收回军事指挥权，而决定在1759年6月将路易-菲利普二世送往凡尔赛宫。路易絲·亨麗埃特·德·波旁死于1759年2月，路易-菲利普一世随后与情妇夏洛特·华候·拉·艾埃·德·里奥结婚。夏洛特醉心于争取奥尔良公爵夫人的名分与进行社交活动，因而无暇照顾自己的继子。
路易-菲利普二世的教育一开始是由艾曼纽·德·庞斯·圣莫里斯负责。在路易-菲利普二世1760年入驻凡尔赛宫时，他已完成基础教育。

## 艺术改编
| 路易-菲利普二世·德·奧爾良 奧爾良王朝波旁王朝的分支出生于：1747年4月13日逝世於：1793年11月6日 | 路易-菲利普二世·德·奧爾良 奧爾良王朝波旁王朝的分支出生于：1747年4月13日逝世於：1793年11月6日 | 路易-菲利普二世·德·奧爾良 奧爾良王朝波旁王朝的分支出生于：1747年4月13日逝世於：1793年11月6日 |
| 法國貴族爵位                                                                                 | 法國貴族爵位                                                                                 | 法國貴族爵位                                                                                 |
| -------------------------------------------------------------------------------------------- | -------------------------------------------------------------------------------------------- | -------------------------------------------------------------------------------------------- |
| 前任： 奧爾良的路易-菲利普                                                                   | 蒙特龐謝公爵 1747年－1752年                                                                  | 繼任： 奧爾良的路易·安托萬·菲利普                                                            |
| 前任： 奧爾良的路易-菲利普                                                                   | 沙特尔公爵 1752年－1785年                                                                    | 繼任： 路易-菲利普三世                                                                       |
| 前任： 奧爾良的路易-菲利普                                                                   | 奥尔良公爵 1785年－1793年                                                                    | 繼任： 路易-菲利普三世                                                                       |
| 前任： 奧爾良的路易-菲利普                                                                   | 内穆尔公爵 1785年－1793年                                                                    | 繼任： 路易-菲利普三世                                                                       |
| 前任： 奧爾良的路易-菲利普                                                                   | 瓦盧瓦公爵 1785年—1789年                                                                     | 繼任： 路易-菲利普三世                                                                       |
|                                                                                              | 儒安維爾親王 1785年－1793年                                                                  |                                                                                              |
| 王室頭銜                                                                                     |                                                                                              |                                                                                              |
| 前任： 奧爾良的路易-菲利普                                                                   | 血統王子 1785年－1793年                                                                      | 繼任： 法國國王路易-菲利普一世                                                               |

### 引用
1. ↑  The Editors of Encyclopedia Britannica. .   [2018-05-09]. （原始内容存档于2021-05-14） （英语）.
2. ↑  Whitham 1933，第2頁; Tom Ambrose 2008，第20,25頁
3. ↑  Charles Mauricheau-Beaupré. . France: National Museums of France. 1949: xviiii （英语）.
4. 1 2  Tom Ambrose 2008，第36頁
5. ↑  Tom Ambrose 2008，第31頁
6. ↑  W·Cooke·Taylor. . London: R. Bentley. 1849: 26 （英语）.
7. 1 2  Tom Ambrose 2008，第27頁
8. ↑  W·Cooke·Taylor 1849，第27頁
9. ↑  Tom Ambrose 2008，第26頁;Whitham 1983，第6頁;
10. ↑  Tom Ambrose 2008，第31-32頁;Whitham 1933，第7頁
11. ↑  Dufresne, Claude. . France: CRITERION. 1991: p190–196  [2018-05-16]. ISBN 2903702578 （法语）.
12. ↑  Julia Kavanagh. . France: Smith. 1850: p50–51  [2018-05-15]. （原始内容存档于2019-06-03） （英语）.
13. ↑  Whitham 1933，第6頁